# Травъл ченъл
Травъл ченъл (на английски: Travel Channel, първоначално The Travel Channel от 1987 до 1999 г.) е американски кабелен и сателитен телевизионен канал, който е собственост на Scripps Networks Interactive. Каналът е със седалище в Чеви Чейс в щата Мериленд, САЩ.
По него се излъчват документални филми, реалити и шоу-програми, свързани с пътувания и отдих главно на територията САЩ, но и в целия свят. В програмата му излъчват филми с теми, посветени на африкански сафарита, екскурзии до великите хотели и курорти, посещения в значими села и градове по целия свят, дегустиране на различни храни от световната кухня и истории за призраци и паранормални сгради.
От февруари 2015 г. Travel Channel е достъпна за приблизително 91,5 милиона домакинства с платена телевизия (78,6% от домакинствата с телевизия) на територията на Съединените щати.

## История
Travel Channel стартира на 1 февруари 1987 г.; Тя е основана от „Транс Свето Авиолинии“, вероятно за засилване на аеронавигационния патронаж. Името на канала е извлечено от програмите, свързани с пътуванията, които се излъчват между програмите в мрежата за домашно кино. TWA закупи правата на имената от група W сателитни комуникации през 1986 г. и пое HTN след изключването на премийния кабелен канал през януари 1987 г. През 1997 г. канала се продава по-късно на Landmark Communications, тогава собственик на The Weather Channel и после на Paxson Communications.
Discovery Communications придобива 70% дял от собствеността в канала през 1997 г., а впоследствие придобива останалите 30% от Paxson през 1999 г. През май 2007 г. Discovery Communications продаде Travel Channel на дъщерното дружество Cox Communications на Cox Enterprises на цена около милиард долара.
На 5 ноември 2009 г. Scripps Networks Interactive придоби 65% дял от собствеността в мрежата за 1,1 млрд. Долара, а сделката приключи през януари 2010 г. Scripps понастоящем разпределя Travel Channel и повторно излъчва някои от програмите за серийни канали Food Network в мрежата.
На 22 март 2012 г. Scripps Networks Interactive обяви, че се е съгласила да плати 65 милиона паунда (равняващи се на 102,7 милиона щатски долара), за да придобие Travel Channel International Limited, базиран в Обединеното кралство дистрибутор на марката Travel Channel в Европа, Близкия изток, Африка и Азиатско-Тихоокеанския регион. Сделката приключи на 1 май 2012 г., след одобрение от регулатора.
В края на 2015 г. Scripps обяви, че ще премести седалището на Travel Channel в Кноксвил, Тенеси, за да консолидира канала си на едно място. Текущите служители получават възможност да се преместят в Кноксвил, въпреки че някои от тях могат да се преместят в Ню Йорк.
На 25 февруари 2016 г. Scripps придобива остатъчния 35% дял в Travel Channel от Cox Communications, като му осигурява пълен контрол над канала.

## Логотипи
- 2010 – 2011 г.
- 2011 – 2013 г.
- 2013 – 2018 г., все още използвано в някои страни
- 2018 – настояще